# Marvin Stinson
Marvin Stinson (* 4. Mai 1952) ist ein ehemaliger US-amerikanischer Boxer im Schwergewicht.

## Karriere
Stinson war Teilnehmer bei Länderkämpfen und internationalen Turnieren. 1976 gewann er die US-amerikanischen Meisterschaften und schlug dabei auch John Tate. Bei den nationalen Olympiaausscheidungskämpfen 1976 erlitt er im Finale diesmal eine Niederlage gegen Tate. Bei den Box-Offs gelang ihm wieder ein Sieg gegen Tate, er verlor jedoch einen erneuten Rückkampf. Schließlich wurde Tate zu den Olympischen Spielen geschickt.
Stinsons größter Erfolg war die Silbermedaille bei den Weltmeisterschaften 1974 in Havanna. Er schlug dabei unter anderem im Halbfinale den Balkanmeister Rajko Miljić, ehe er im Finale gegen Teófilo Stevenson ausschied.
Der 1,89 m große Linksausleger wurde 1977 Profi und blieb in 15 Kämpfen ungeschlagen. Gegen Tim Witherspoon verlor er dann im Februar 1981 nach Punkten. Nach einer weiteren Punktniederlage gegen Jimmy Young im Juni 1981 und einer vorzeitigen Niederlage gegen Eddie Gregg im Oktober 1982 beendete er seine Karriere.